# Castrum doloris

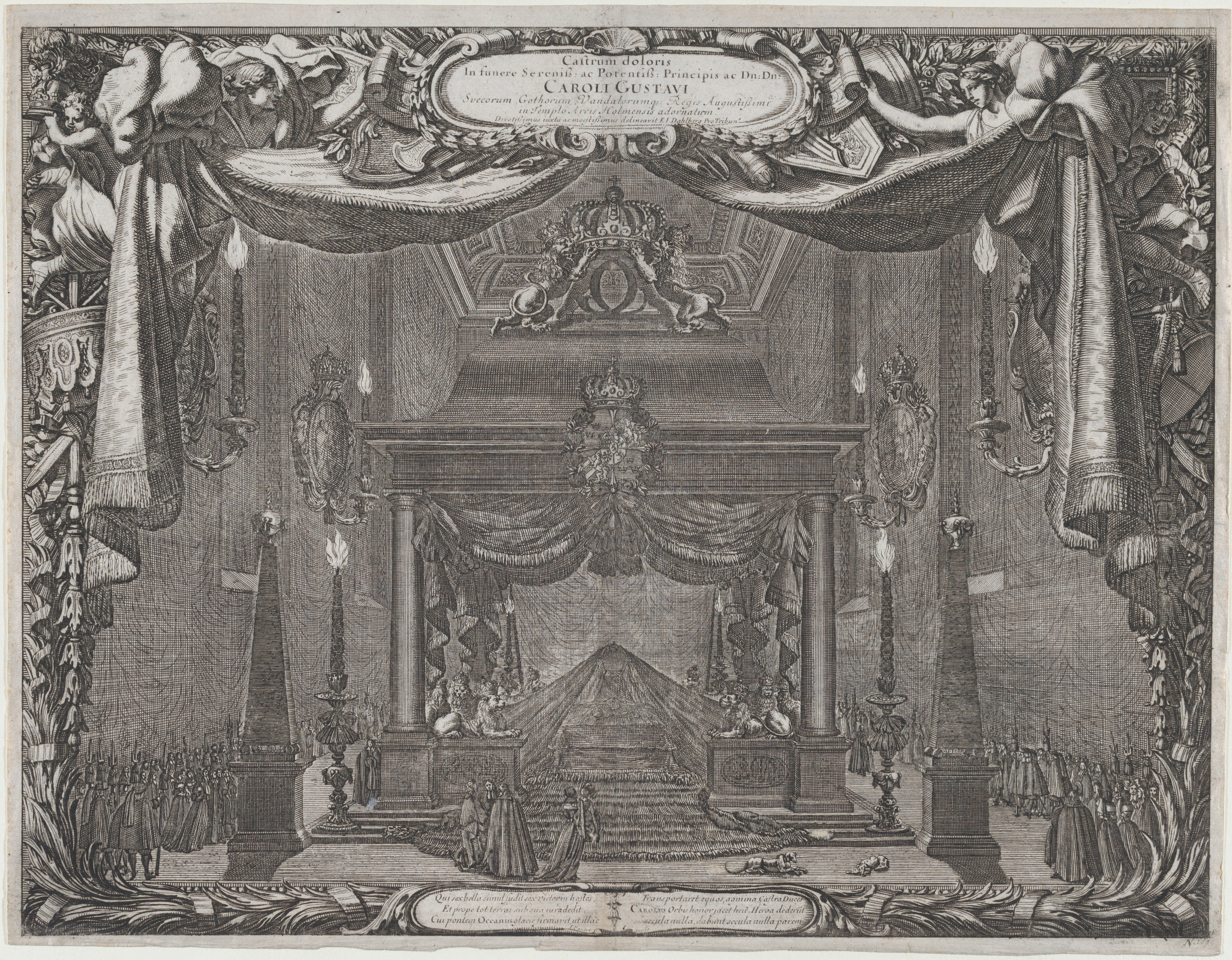
Karl X Gustavs Castrum doloris i Slottskyrkan i Stockholm 1660.

Castrum doloris (latin för sorgeläger eller sorgeborg) är det namn som givits till de dekorationer som smyckar den plats där katafalken eller likkistan står, och som skapats särskilt för att visa på den prestige eller upphöjda ställning som den döde haft i livet. Ett castrum doloris kan inkludera detaljer såsom en baldakin ovanför kistan, samtidigt som det runt omkring densamma ofta finns kandelabrar med ljus, vapensköldar, epitafier samt allegoriska statyer. Många av de mer omfattande castra doloris skapades under 1600-talet och 1700-talet; ofta ser man påve Sixtus V:s begravning som början på traditionen med castrum doloris.

## I Sverige
I Sverige användes Castrum doloris främst för kungliga begravningar under 1600-talen och 1700-talen samt även under 1800-talet. Ett av de mest kända är det som byggdes i Riddarholmskyrkan vid Gustav III:s begravning 1792.

### Ulrika Eleonora:s castrum doloris[1]

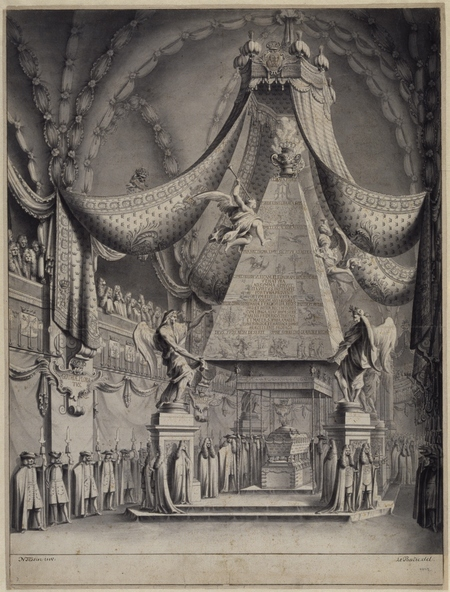
Castrum doloris för Ulrika Eleonora d.ä. i Riddarholmskyrkan 1693. Teckning av Nicodemus Tessin den yngre.

Ulrika Eleonora d.ä. begravdes i Riddarholmskyrkan 1693. Ansvarig för utformningen var Nicodemus Tessin den yngre, som klädde hela kyrkorummet i svart tyg, och över de uppbyggda läktarna hängde han svart flor med silverfransar. Drottningens kista var klädd i svart sammet med broderade kronor i guld; över detta svävade en drygt fem meter hög pyramid, som var gjord av tyg överdraget på en ställning av järn, vilken var upplyst inifrån. Själva konstruktionen hängde från taket, men det såg ut som om pyramiden bars upp av fyra dödsänglar. Vid pyramidens topp syntes även två änglar som stötte i trumpeter. På pyramiden kan man läsa följande latinska sentens.
| ” | Ulricam Eleonoram Ut Natura Ad Summa Genuit Ita Virtus Instruxit Fortuna Provexit Ortum Eius Illustrant Non Solum Antiqviores Daniae et Norvegiae Reges Sed Et Inter Recentiores Cum Longa Atavorum Serie Parens Fredericus Tertius Et Mater Sophia Amalia Luneburgicae Et Hassiacae Domus Praecellens Propago | „ |

Vilket på svenska blir:
| ” | Ulrica Eleonora Till Naturen och till den Högsta Graden av Välförtjänt Dygd Ödet har Bevisat Hennes Illustra Bakgrund Inte bara av de Gamla Danska och Norska Rikena Men och Bland de Senare Med en Lång rad Förfäder Fadern Fredrik III Och Modern Sofia Amalia Den Lüneburgiska och Hessiska Ätten Överträffas av Hennes Avkomma | „ |

Överst på pyramiden fanns ett fyrfat krönt med en kunglig krona. Över själva pyramiden, och kistan under sin baldakin, fanns än ännu större baldakin smyckad med drottningens namnchiffer och på de fyra långa slöjor av tyg som hängde ner från denna syntes drottningens namn, Stora riksvapnet samt alla landskapsvapen.
Runt själva kyrkorummet fanns flera sentenser inom kartuscher med latinska texter såsom Gothiae pluratus (Göta rike gråter) Sueciae lacrymae (Svea rikes tårar).

## Bilder

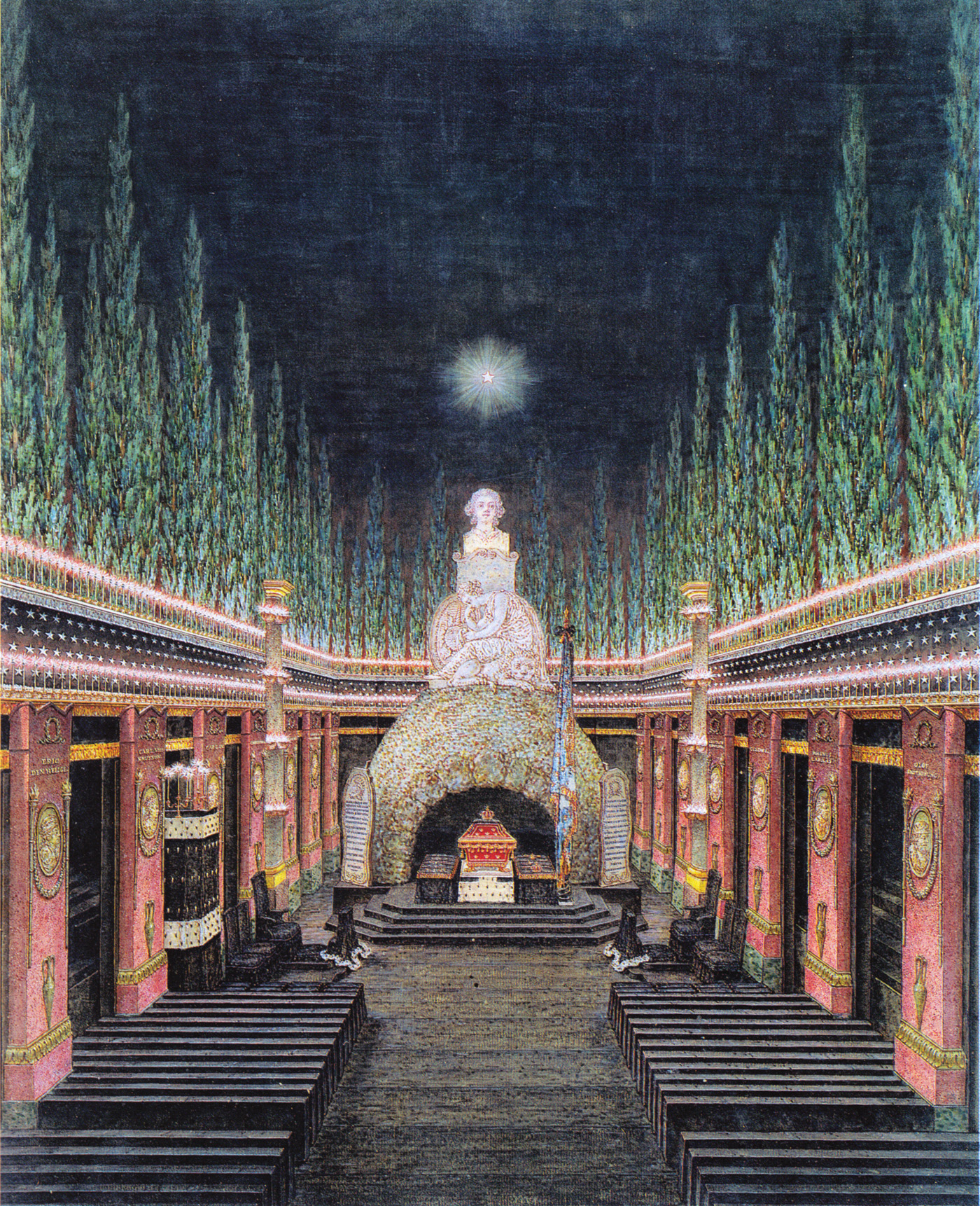
Gustav III:s castrum doloris.
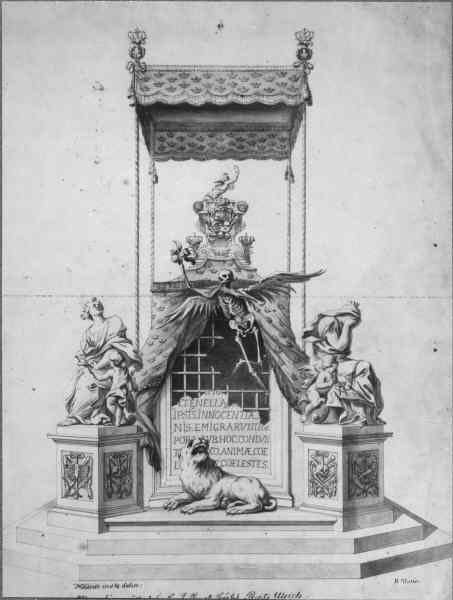
Castrum doloris till begravningen av prins Karl Gustav som dog 1687. Ritad av Nicodemus Tessin.